# آلفنتانیل
آلفنتانیل (به انگلیسی: Alfentanil)
رده درمانی: ضد درد در بیهوشی و بیهوشی.
اشکال دارویی: آمپول
مکانیسم اثر: آگونیست گیرنده‌های مخدر

## موارد مصرف
داروی نگهدارنده دربیهوشی، کنترل درد پس از جراحی. اثر این دارو کوتاه مدت است.
آلفنتانیل یک ضد درد مخدر است که به عنوان داروی همراه و همچنین برای القای بیهوشی مصرف‌می‌شود. این دارو هم چنین با تزریق داخل‌نخاع و درون سخت شامه برای ایجادبیدردی پس از عمل جراحی به کار برده‌می‌شود.